# Пабло Гальдамес
Пабло Гальдамес Мільян (ісп. Pablo Galdames Millán, нар. 30 грудня 1996, Сантьяго) — чилійський футболіст, півзахисник італійського клубу «Дженоа» і національної збірної Чилі.

## Клубна кар'єра
Народився 30 грудня 1996 року в місті Сантьяго. Вихованець юнацьких команд футбольних клубів «Універсідад де Чилі» та «Уніон Еспаньйола».
У дорослому футболі дебютував 2014 року виступами за команду «Уніон Еспаньйола», в якій провів чотири сезони, взявши участь у 97 матчах чемпіонату.  Більшість часу, проведеного у складі «Уніон Еспаньйола», був основним гравцем команди.
2018 року перейшов до аргентинського клубу «Велес Сарсфілд». Відіграв за команду з Буенос-Айреса наступні три сезони своєї ігрової кар'єри.
У вересні 2021 року на правах вільного агента уклав трирічний контракт з італійським «Дженоа».

## Виступи за збірні
2015 року провів одну гру за молодіжну збірну Чилі.
2017 року дебютував в офіційних матчах у складі національної збірної Чилі.
У складі збірної був учасником розіграшу Кубка Америки 2021 року в Бразилії.
| Дата       | Місто                | Господарі | Результат               | Гості     | Турнір                       | Голи | Примітки |
| ---------- | -------------------- | --------- | ----------------------- | --------- | ---------------------------- | ---- | -------- |
| 11-1-2017  | Наньнін              | Чилі      | 1 – 1 д.ч. (5 – 2 п.п.) | Хорватія  | товариський матч             | -    | 82'      |
| 15-1-2017  | Наньнін              | Ісландія  | 0 – 1                   | Чилі      | товариський матч             | -    | 71'      |
| 27-3-2021  | Ранкагуа             | Чилі      | 2 – 1                   | Болівія   | товариський матч             | -    | 16'      |
| 3-6-2021   | Сантьяго-дель-Естеро | Аргентина | 1 – 1                   | Чилі      | Відбір до ЧС 2022            | -    | 2' 65'   |
| 14-6-2021  | Ріо-де-Жанейро       | Аргентина | 1 – 1                   | Чилі      | Копа Америка 2021 - 1-й етап | -    | 89'      |
| 24-6-2021  | Бразиліа             | Чилі      | 0 – 2                   | Парагвай  | Копа Америка 2021 - 1-й етап | -    | 68'      |
| 5-9-2021   | Кіто                 | Еквадор   | 0 – 0                   | Чилі      | Відбір до ЧС 2022            | -    | 46'      |
| 14-10-2021 | Сантьяго             | Чилі      | 3 – 0                   | Венесуела | Відбір до ЧС 2022            | -    | 84'      |
| Усього     |                      | Матчів    | 8                       |           | Голів                        | 0    |          |